# توماس ك. براون
توماس ك. براون (بالإنجليزية: Thomas C. Brown)‏ هو سياسي أمريكي، ولد في 21 أبريل 1870، وتوفي في 24 مايو 1952 بسكنيكتادي في الولايات المتحدة. حزبياً، نشط في الحزب الجمهوري. وقد انتخب عضو مجلس ولاية نيويورك.